# 川口市立北中学校
川口市立北中学校（かわぐちしりつ きたちゅうがっこう）は、埼玉県川口市道合にある公立中学校。通称「北中」

## 概要
川口市は公立学校選択制を取り入れているが、川口市教育委員会の方針によって2014年度の新入生より学区外からの生徒の場合は自転車通学は禁止になった。現在、直線距離にて1.5km以上北中学校東門より自宅が離れている生徒は特別に自転車通学が許可されている。

## 沿革
- 1947年
  - 4月30日 - 創立
  - 5月10日 - 校章制定
  - 5月17日 - 校歌制定
- 1948年3月26日 - 校旗制定
- 1957年4月1日 - 上青木分教場が独立（川口市立上青木中学校）
- 1972年4月1日 - 旧川口市立北中学校の跡地に川口市立根岸小学校を設立
- 1979年4月1日 - 川口市立神根中学校を分離
- 1984年4月1日 - 川口市立在家中学校を分離[3]

## 教育目標
- 賢く・・・自ら学び、自ら考えて行動する生徒、社会規範や知識・能力を身につけた生徒
- 逞しく・・・健康で安全な生活を営む、心身ともに健康な生徒、目標に向かって、あきらめずに努力する生徒
- 温かく・・・信頼しあえる人間関係に努める生徒、自他を尊重する、思いやりのある生徒[4]

## 目指す学校像
夢や目標を
実現する力を育てる
北中学校

## 部活動

### 運動部
- 野球部
- 柔道部
- サッカー部
- 陸上競技部
- ソフトボール部
- 男子テニス部
- 女子テニス部
- 水泳部
- 男子バレーボール部
- 女子バレーボール部
- 男子卓球部
- 女子卓球部
- 剣道部
- 男子バドミントン部
- 女子バドミントン部
- 男子バスケットボール部
- 女子バスケットボール部[5]

### 文化部
- 吹奏楽部
- 美術部
- 家庭科部
- 総合文化部
- 文芸部

## 通学区域
- 新井宿 - 一部
- 安行領根岸 - 一部
- 石神 - 一部
- 木曽呂 - 一部
- 神戸 - 一部
- 西新井宿 - 一部
- 東内野 - 全域
- 道合 - 一部[6]

## 卒業生
- 斎藤雅樹 - 元プロ野球選手
- 田中弓貴 - 元女子バレーボール選手
- 湯浅亜実-女子ブレイクダンスダンサー